# Disney+
Disney+ (of voluit Disney Plus) is een streamingdienst die beheerd wordt door Disney Streaming Services (voorheen BAMTech), een technologische dochteronderneming van The Walt Disney Company.
De streamingdienst biedt film- en televisiecontent van Walt Disney Studio Entertainment.

## Geschiedenis
In augustus 2016 verwierf Disney voor een bedrag van 1 miljard Amerikaanse dollar een minderheidsaandeel (33%) in het technologiebedrijf BAMTech, waarna de onderneming werd ingeschakeld om ESPN+ te ontwikkelen, een OTT-streamingdienst met content afkomstig van het sportnetwerk ESPN. In augustus 2017 werd Disney voor een bedrag van 1,58 miljard Amerikaanse dollar hoofdaandeelhouder (75%) van BAMTech.
In augustus 2017 werden de plannen aangekondigd voor een streamingdienst met content van Walt Disney Studios. De dienst werd aangekondigd voor 2019 en betekende het einde van de samenwerking tussen Disney en Netflix. In de daaropvolgende maanden verdwenen Disneyfilms en series uit het aanbod van Netflix.
Naast het ontwikkelen van een eigen streamingdienst besloot Disney in 2017 ook om concurrent 21st Century Fox grotendeels over te nemen. De overname, die in maart 2019 officieel werd afgerond, zorgde er niet alleen voor dat het film- en televisieaanbod van Disney werd uitgebreid, maar maakte het bedrijf ook hoofdaandeelhouder van streamingdienst Hulu.
In januari 2018 werd Kevin Swint, gewezen bestuurder van onder meer Apple en Samsung, in dienst genomen om de streamingdienst te leiden. Tien maanden later, in november 2018, onthulde Bob Iger (de bestuursvoorzitter van Disney) de naam Disney+.
In september 2019 startte in Nederland een testperiode, tijdens welke de dienst beschikbaar kwam op Android, iOS, Playstation 4, Xbox, LG-televisies en via de Disney+-website.
Op 15 september 2020 werd Disney+ in België gelanceerd.

## Aanbod
Disney+ biedt zowel oude als nieuwe films en series van Walt Disney Studio Entertainment aan. Nieuwe content verschijnt gemiddeld na zeven maanden op de streamingdienst. Het gaat onder meer om content van dochterondernemingen als Pixar, Marvel en Lucasfilm (Star Wars-franchise). Door de overname van 21st Century Fox beschikt de streamingdienst ook over series als The Simpsons, een beperkt aantal films van studio 20th Century Fox en programma's van National Geographic. Tijdens de coronacrisis werden ook een aantal Disneyfilms die niet in de bioscoop konden uitkomen uitgebracht via Disney+. 
Tijdens de Investor Day op 10 december 2020 kondigde The Walt Disney Company aan dat vanaf 23 februari 2021 Disney+ zal uitgebreid worden met vele programma's van hun studio's onder de noemer Star. In tegenstelling tot de huidige familievriendelijke content, zal Star vooral series en films bevatten met rating 16+ of hoger.

### Kwaliteit
Afhankelijk van waar en op welk toestel men het aanbod bekijkt en welk abonnement men heeft gekocht, biedt de dienst de best beschikbare kwaliteit aan. Kijkt men naar Disney+ via de browser, dan is enkel HD-kwaliteit (en lager) met tweesporig audio beschikbaar. De streamingdienst bevat sinds het voorjaar van 2024 een aantal films die worden aangeboden in 3D. Anno november 2024 is dit enkel beschikbaar voor gebruikers van de Apple Vision Pro.

### Abonnementen
De streamingdienst van Disney kent per 17 oktober 2024 twee vormen van Standaard- en een Premium-abonnement:
| Standaard met reclame                                 | Standaard                                                 | Premium                                                   |
| ----------------------------------------------------- | --------------------------------------------------------- | --------------------------------------------------------- |
| Het abonnement bevat reclame                          | Het abonnement bevat over het algemeen geen reclame       | Het abonnement bevat over het algemeen geen reclame       |
| De beeldkwaliteit is beschikbaar tot HD               | De beeldkwaliteit is beschikbaar tot HD                   | De beeldkwaliteit is beschikbaar tot 4K UHD en HDR        |
| Het audioformaat is beschikbaar tot 5.1 surroundsound | Het audioformaat is beschikbaar tot 5.1 surroundsound     | Het audioformaat is beschikbaar tot Dolby Atmos           |
| Streamen op twee apparaten tegelijk                   | Streamen op twee apparaten tegelijk                       | Streamen op vier apparaten tegelijk                       |
| Offline kijken is niet mogelijk                       | Offline kijken kan d.m.v downloaden op tot tien apparaten | Offline kijken kan d.m.v downloaden op tot tien apparaten |
| De betaling gaat per maand                            | De betaling gaat per maand of per jaar                    | De betaling gaat per maand of per jaar                    |

## VIP-toegang
Disney introduceerde door de coronacrisis en het daardoor veelvuldig sluiten van de bioscopen ook een zogenoemde VIP-toegang op Disney+. Tegen een extra betaling kunnen abonnees dan exclusieve (bioscoop)films bekijken, voordat deze beschikbaar worden gesteld aan alle abonnementhouders. Mulan was de eerste film die via VIP-toegang het licht zag, gevolgd door Raya and the Last Dragon, Cruella, Black Widow en Jungle Cruise. Ook Pixar gebruikte Disney+ om films uit te brengen die hierdoor niet in de bioscoop konden uitkomen. Soul, Luca en Turning Red werden rechtstreeks op Disney+ uitgebracht.

## Nederlandse Disney+ Originals
Disney kondigde op 31 augustus 2021 aan dat er in 2024 60 Europese Disney+ Originals op de dienst te vinden zullen zijn. Het gaat om Spaanse, Italiaanse, Franse en Duitse producties. 
Disney bracht op 1 september 2021 Dat ene woord - Feyenoord uit op Disney+. Dit was de eerste Nederlandse Disney+ Original op de streamingdienst, geproduceerd door ESPN en het Nederlandse Lusus Media. De serie, die 9 afleveringen telt, geeft een kijkje achter de schermen bij de Rotterdamse voetbalclub Feyenoord. 
Nemesis verscheen op 16 oktober 2024. Dit is de eerste originele Nederlandse misdaadserie op de streamingdienst, geproduceerd door het Amsterdamse productiebedrĳf Pupkin en telt acht afleveringen. De Nederlandse politiethriller is een verfilming van het gelĳknamige boek uit 2016 van Simon de Waal. De serie is nagesynchroniseerd in het Duits, Engels, Frans, Italiaans, Pools, Spaans en Turks en bevat ook audiodescriptie in het Nederlands en Engels. 